# Boris Krajnc
Boris Krajnc, slovenski inženir kemije in pedagog, * 25. december 1913, Kantrida, Reka, † 12. maj 1948, Ljubljana? ali 1950

## Življenjepis
Med drugo svetovno vojno je bil pripadnik slovenskih partizanov ter nato zaprt v koncentracijskem taborišču Dachau. Bil je eden ob obtožencev na Diehl-Oswaldovemu procesu, kjer je bil obsojen na smrtno kazen z ustrelitvijo.